# バリラ

バリラ社のロゴマーク

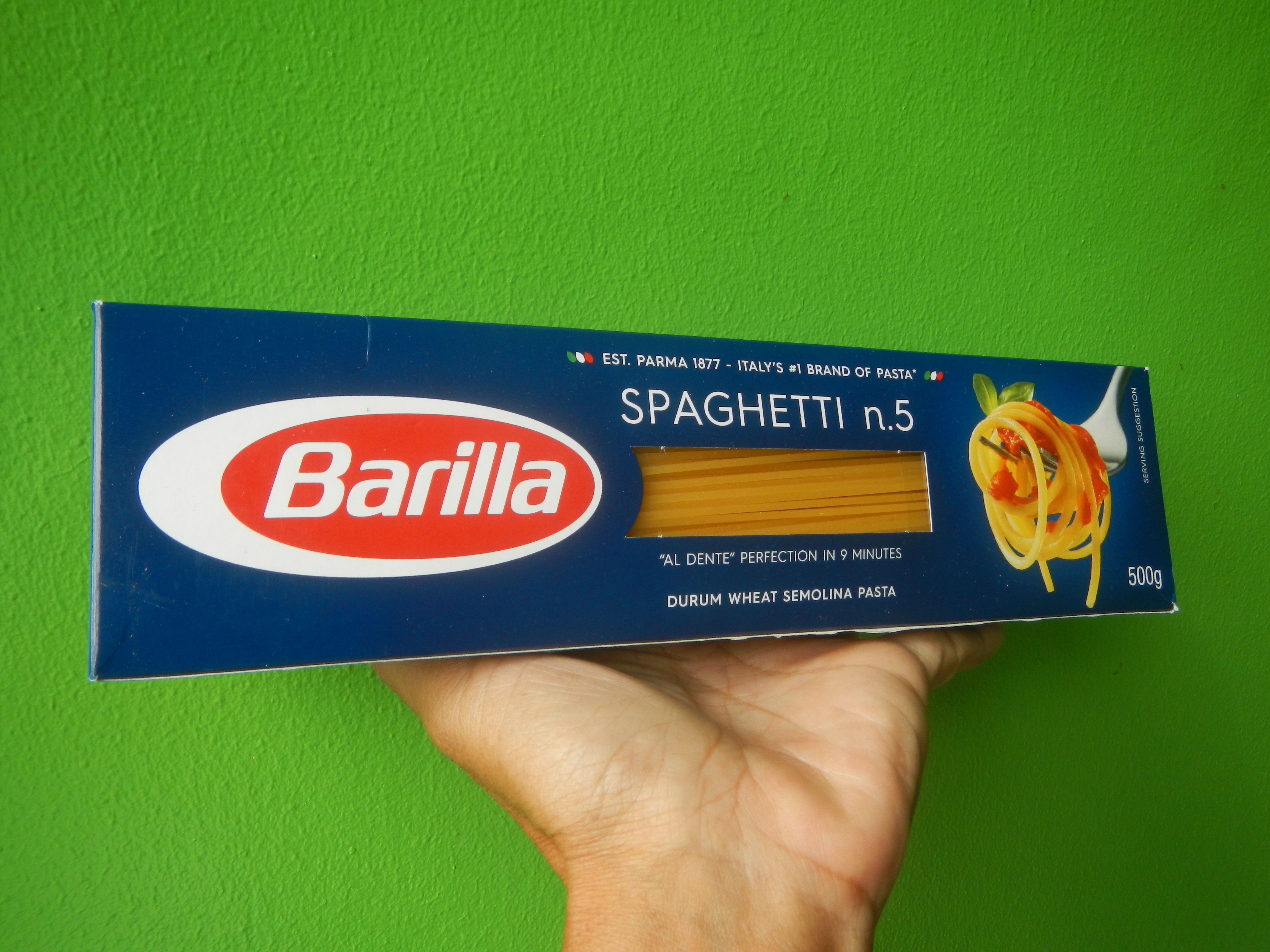
バリラ社のパスタ

バリラ（またはバリッラとも、Barilla）は、イタリア最大の食品会社。1877年にパルマでピエトロ・バリッラ（Pietro Barilla、1845年-1912年）により創業した。
Mulino Bianco、 Pavesi、Voiello、 Wasa等が配下にあり、異なるタイプのパスタを生産しており、加熱食品、調理済食品とともにイタリアでシェア1位である。ロング・パスタの成形にはテフロンダイスを使用しており、パスタの表面はつるつるしている。
Number 1 Logistics Group Srlも傘下にあり、パルマに本拠地を置き、物流を支配している。 
日本においては、日本製粉が輸入・販売を行っていたが、三菱食品がライセンス契約を引き継ぎ、2017年4月1日から『バリラ』ブランドの商品を販売している 。

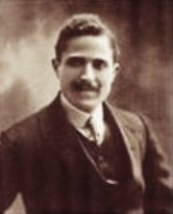
Pietro Barilla Senior

## 同族経営
今では国際的企業となったが、いまだに創業時の同族経営を保っている。現社長の弟は現副社長のパオロ・バリッラ（F1参戦経験を持つレーシングドライバーでもある）。